# Třída Al Madinah
Třída Al Madinah je třída fregat saúdského královského námořnictva. Ve své době technologicky velmi moderní třída neměla mezi námořnictvy zemí Perského zálivu obdobu. Tvoří ji celkem čtyři jednotky, které jsou všechny stále v aktivní službě.

## Stavba
Prototyp fregaty Al Madinah postavila francouzská loděnice Arsenal de Marine v Lorientu a pozdější jednotky francouzská firma Constructions industrielles de la Méditerranée (CNIM) ve své loděnici v La Seyne-sur-Mer v arrondissementu Toulon. Postaveny byly v letech 1981–1986. První dvě jednotky, Al Madinah (702) a Hofouf (704), byly do služby zařazeny v roce 1985. Druhý pár, Abha (706) a Taif (708), následoval v roce 1986.
Jednotky třídy Al Madinah:
| Jméno            | Založení kýlu     | Spuštěna          | Vstup do služby | Status  |
| ---------------- | ----------------- | ----------------- | --------------- | ------- |
| Al Madinah (702) | 15. října 1981    | 23. dubna 1983    | 4. ledna 1985   | aktivní |
| Hofouf (704)     | 14. června 1982   | 24. června 1983   | 31. října 1985  | aktivní |
| Abha (706)       | 17. prosince 1982 | 23. prosince 1983 | 4. dubna 1986   | aktivní |
| Taif (708)       | 1. března 1983    | 25. května 1984   | 29. srpna 1986  | aktivní |

## Konstrukce
V dělové věži na přídi je umístěn jeden 100mm kanón Creusot-Loire, který doplňují dva 40mm obranné komplety OTO Melara DARDO. Protilodní výzbroj tvoří dva čtyřnásobné vypouštěcí kontejnery protilodních střel Otomat Mk2. K protivdušné obraně fregaty nesou jedno osminásobné vypouštěcí zařízení řízených střel Crotale EDIR s celkovou zásobou 26 střel. Protiponorkovou výzbroj představují dva dvojité 533mm torpédomety, ze kterých jsou vypouštěna těžká protiponorková torpéda F17P. Na zádi se nachází přistávací plošina a hangár pro jeden vrtulník SA365F Dauphin 2. Ten například slouží pro navádění střel Exocet za radiolokačním horizontem samotné lodě.
Pohonný systém je typu CODAD. Tvoří ho čtyři diesely SEMT-Pielstick 16PA6 BTC, pohánějící dva lodní šrouby. Nejvyšší rychlost dosahuje 30 uzlů. Dosah je 8000 námořních mil při rychlosti 15 uzlů.

### Modernizace
V 90. letech všechny jednotky prošly komplexní modernizací v loděnicí DCN Toulon. Dostaly bojový informační systém Thomson-CSF TAVITAC, manipulační systém pro vrtulníky, trupový sonar Diodon TSM 2630 a sonar s regulovatelnou hloubkou ponoru Sorel.
V roce 2013 získaly evropské společnosti DCNS, Thales a MBDA kontrakt na další komplexní modernizaci všech fregat třídy Al Madinah a obou tankerů třídy Boraida. Modernizace se mimo jiné dotkne bojového řídícího systému, výzbroje, senzorů i další elektroniky plavidel.

## Operační služba
Fregaty této třídy se podílejí na vojenské intervenci v Jemenu. Fregata Al Madinah (702) byla 30. ledna 2017 u jemenského pobřeží napadena třemi „sebevražednými čluny“. Jemenští Hútíové po útoku zveřejnili video zachycující výbuch na zádi plavidla, který nárokovali jako zásah protilodní střelou. Posádce fregaty se podařilo oheň uhasit. Dva námořníci zemřeli a tři byli zraněni. Poškozené plavidlo se 5. února 2017 vrátilo na základnu v Džiddě. Později bylo uvedeno, že výbušné čluny byly dálkově řízené drony.